# Francis W. Palmer

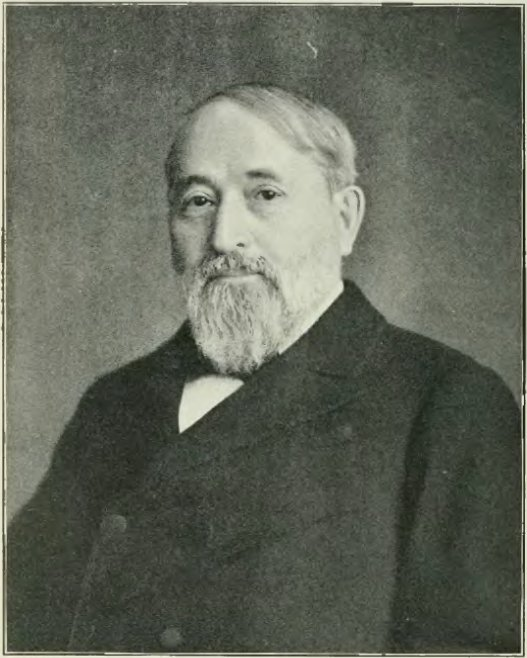
Francis W. Palmer

Francis Wayland Palmer (* 11. Oktober 1827 in Manchester, Dearborn County, Indiana; † 3. Dezember 1907 in Chicago, Illinois) war ein US-amerikanischer Politiker. Zwischen 1869 und 1873 vertrat er den Bundesstaat Iowa im US-Repräsentantenhaus.

## Werdegang
Noch in seiner Jugend zog Francis Palmer mit seinen Eltern nach Jamestown in New York. Dort absolvierte er im Jahr 1841 eine Druckerlehre bei der Zeitung "Jamestown Journal". Zwischen 1848 und 1858 war er Eigentümer dieser Zeitung. In den Jahren 1853 und 1854 war Palmer Abgeordneter im Repräsentantenhaus von New York. 1858 verkaufte Palmer seine Zeitung und zog nach Dubuque in Iowa. Dort wurde er Herausgeber und Miteigentümer der Zeitung "Dubuque Times". Zwischen 1861 und 1869 war er Leiter der Staatsdruckerei von Iowa (State Printer of Iowa). Seit 1861 wohnte er in Des Moines, wo er neben seiner Funktion als State Printer eine weitere Zeitung erwarb und herausgab.
Politisch war Palmer Mitglied der Republikanischen Partei. 1868 wurde er im fünften Wahlbezirk von Iowa in das US-Repräsentantenhaus in Washington, D.C. gewählt, wo er am 4. März 1869 die Nachfolge von Grenville M. Dodge antrat. Nach einer Wiederwahl im Jahr 1870 konnte er bis zum 3. März 1873 zwei Legislaturperioden im Kongress absolvieren. In dieser Zeit wurde dort der 15. Verfassungszusatz verabschiedet. Im Jahr 1872 verzichtete Palmer auf eine weitere Kandidatur.
Nach dem Ende seiner Zeit im US-Repräsentantenhaus zog Palmer nach Chicago und setzte dort seine journalistische Arbeit fort. Er erwarb Anteile an der Zeitung "Inter-Ocean" und wurde deren Chefredakteur. Im Jahr 1876 war er Delegierter zur Republican National Convention in Cincinnati, auf der Rutherford B. Hayes als Präsidentschaftskandidat nominiert wurde. Zwischen 1877 und 1885 leitete Francis Palmer die Postbehörde in Chicago. Später erhielt er das Amt des Public Printer of the United States, das er zwischen 1889 und 1894 sowie nochmals von 1897 bis 1905 ausübte.
Francis Palmer starb am 3. Dezember 1907 in Chicago und wurde dort auch beigesetzt.